# Edwardsøen
Edwardsøen  (også Rwitanzigye eller Rweru, engelsk: Lake Edward) ligger i "the Albertine Rift", på grænsen mellem den Demokratiske Republik Congo og Uganda; dens nordlige bredder er en kilometer syd for ækvator. Søen blev besøgt af Henry Morton Stanley i 1888, og den blev navngivet af ham i til ære for Edward VII af Storbritannien. Navnet blev i en periode ændret til Idi Amin-Søen eller Idi Amin Dada-Søen efter diktator Idi Amin af Uganda. 
Edwardsøen har tilløb fra floderne Nyamugasani, Ishasha, Rutshuru og Rwindi. Den løber ud mod nord i floden Semliki som strømmer videre til Albertsøen. Søen er også forbundet, igennem Kazinga-kanalen, med Lake George mod nordøst. Søen er 77 km lang og 40 km bred.